# Julia Szendrödi
Julia Szendrödi (* 22. Juli 1978 in Wien) ist eine österreichische Endokrinologin und Hochschullehrerin am Universitätsklinikum Heidelberg der Ruprecht-Karls-Universität Heidelberg.

## Leben und Wirken
Szendrödi studierte ab 1996 Humanmedizin an der Universität Wien. 2002 beendete sie ihr Studium mit der Promotion zur Dr. med. univ. Anschließend war sie als wissenschaftliche Mitarbeiter am Wiener Institut für Pharmakologie in der Arbeitsgruppe von Hannes Todt tätig, 2004 wechselte sie in Arbeitsgruppe von Michael Roden in der Abteilung für Endokrinologie und Stoffwechsel der Medizinischen Universität Wien. Dort begann sie 2006 ihre Ausbildung zur Fachärztin für Innere Medizin. Unterdessen wurde sie 2007 zur Ph.D. promoviert. Im September 2008 wechselte sie gemeinsam mit ihrem Arbeitsgruppenleiter als stellvertretende Leiterin der Arbeitsgruppe Energiestoffwechsel in die Abteilung für klinische Diabetologie des Deutschen Diabetes-Zentrums in Düsseldorf. 2014 erwarb sie an der Universität Düsseldorf zu mit ihrem Facharzttitel für Innere Medizin gleichzeitig die Qualifikation für die Zusatzfächer Endokrinologie und Diabetologie. Von September 2013 bis Januar 2021 leitete sie das klinische Studienzentrum am Institut für Klinische Diabetologie des Deutschen Diabetes-Zentrums sowie die Adipositas-Ambulanz der Klinik für Endokrinologie und Diabetologie am Universitätsklinikum Düsseldorf.
2016 wurde ihr von der Universität Düsseldorf die Venia legendi für Innere Medizin verliehen; ihre Habilitationsschrift Cellular mechanisms of insulin resistance in skeletal muscle and the liver: the role of mitochondrial function and ectopic lipid deposition erhielt 2019 den Habilitationspreis der Universität Düsseldorf. Im Oktober 2017 wurde sie zur Oberärztin am Düsseldorfer Institut für Klinische Diabetologie ernannt, ein Jahr später stieg sie zur Leitenden Oberärztin auf. Im selben Jahr wurde ihr der Young Investigator Award verliehen. Wiederum ein Jahr später wurde sie stellvertretende Direktorin der Düsseldorfer Klinik für Endokrinologie und Diabetologie. Im Februar 2021 wechselte sie als Ärztliche Direktorin der Klinik für Endokrinologie, Diabetologie, Stoffwechselkrankheiten und Klinische Chemie und Ärztliche Direktorin des Zentrallabors an das Universitätsklinikum Heidelberg und trat damit die Nachfolge von Peter Nawroth an und ist die erste Frau in dieser Position. Seitdem unterrichtet sie auf einer W3-Professur auch an der Ruprecht-Karls-Universität Heidelberg. Seit 2023 ist sie zudem Vizepräsidentin der Deutschen Diabetes Gesellschaft.

## Forschungsschwerpunkte
Szendrödis Forschungsschwerpunkte liegen in der Erforschung des Zellstoffwechsels bei Diabetes und Adipositas. Dabei legt sie ihr Augenmerk insbesondere auf die Unterschiede von Männern und Frauen bei Krankheitsentstehung und Therapie. Klinisch legt sie den Schwerpunkte vor allem auf die interdisziplinäre Versorgung von Wundheilungsstörungen bei Diabetes sowie die Behandlung bei Mangelernährung, etwa nach chirurgischen Eingriffen bei der Behandlung von Adipositas. Insbesondere der interdisziplinäre Ansatz ist Szendrödi ein Anliegen. So nimmt sie verstärkt die Erkenntnisse der Kardiologie und der Krebsforschung insbesondere zu Energiestoffwechsel und Kommunikation zwischen Muskeln, Fettgewebe, Herz, Nervensystem und Leber für ihre eigene wissenschaftliche Arbeit in den Blick.